# 박창수 (1958년)
박창수(1958년 7월 28일~1991년 5월 6일)는 대한민국의 노동운동가이다. 1981년 대한조선공사에 입사하여 한진중공업에서 10년간 근무하며 한진중공업 노조위원, 1990년 7월 한진중공업 노조위원장, 9월에는 노동조합총연합 부산시지부 부위원장으로 선출되었고, 전노협의 임원으로도 활동하였다. 1991년 대우조선 노조 시위에 참여했다가 구속, 수감 도중 안기부 수사관들에게 여러번 고문당하였다. 1991년 5월 4일 고인은 의문의 상처를 입고 안양병원에 입원했다가 끝내 깨어나지 못하고 이틀 뒤 사망했다. 박창수의 사인은 고문치사인지 안기부 직원에 의한 암살인지 정확하게 밝혀지지 않고 있다.

## 생애

### 초기 활동
1958년 부산직할시 영주동에서 태어났다. 1979년 부산기계공고를 졸업하고 공장 노동자가 되었다가, 1981년 대한조선공사(현, HJ중공업)에 배관공으로 입사하였다. 이후 줄곧 한진중공업에서 근무하였다.

### 노동운동
1987년부터 한진중공업 내 노동조합 활동 시작, 이후 3년 간 노조, 회계감사로 선임되었으며, 1990년 7월 한진중공업 노조위원장 선출 시, 93%의 압도적인 찬성으로 노동조합 위원장 당선되었다. 그해 9월 노동조합총연합 부산지역지부 부위원장으로 선출되었다. 이후 안기부의 미행, 내사를 당하기도 했다. 안기부의 전노협 탈퇴 공작에도 전국노동자의 연대투쟁을 이끄는 지도자로 활동하며 노동시위 등을 주도하였다. 1991년 2월 대우조선투쟁지원연대회의에 참석했다는 이유로 구속, 서울구치소에 수감되고 한진중공업에서도 해임되었다.
당시 안기부는 전노협(전국노동자협의회)을 탈퇴하라고 열사를 협박했다고 한다. 이때 그는 안기부 협박에 "전노협이 나고 내가 전노협인데 어떻게 전노협을 탈퇴할 수 있단 말이냐"며 끝까지 저항했다고 전한다. 구속될 당시 박 열사는 부산 대한조선공사(현 한진 중공업) 노조 위원장이었다.

### 고문과 최후
1991년 2월 그는 안기부로 이감되어 조사받았다. 그에게 안기부의 특별보좌관(차관급) 최O희 등이 직접 고문을 가했지만 그는 전노협탈퇴를 거부했고, 고문은 계속되었다. 
5월 4일 감옥에서 전노협 탈퇴 권고에 맞서다 부상당하고 경기도 안양시 안양병원에 입원되었다. 그가 입원한 뒤 정체불명의 젊은 남자들이 병실을 방문하였다 한다. 5월 6일 4시 45분경 안기부의 전노협 탈퇴 공작에 저항하다가 고문치사당하였다. 당시 그의 나이 33세였다.

### 사후
박창수가 갑자기 죽자 시중에는 고문 치사 의혹이 제기되었다. 그가 갑작스럽게 사망하자 경찰은 시신을 탈취하기 위해 5월 7일 시신이 안치된 안양병원에 백골단과 전경 22개 중대를 투입했다. 경찰은 최루탄을 퍼부으며 영안실 벽을 부수고 들어와 그의 주검을 빼앗아갔다. 경찰은 강제로 부검을 실시한 뒤, 박 열사가 18미터 높이 병실에서 뛰어내려 '자살'했다고 발표했다. 이후 안기부에서 고문치사 사실을 은폐하기 위해 자살로 위장했다는 의혹이 제기되었다. 그해 6월 30일 양산군 솥발산 묘역에 안장되었다.

## 논란과 의혹

### 병원에 정체불명의 남자 출현 논란
1991년 5월 6일 새벽 4시 45분께 안양병원 마당에서 박창수는 시신으로 발견되었다. 그런데 그가 병원에 입원해 있을 5월 5일~5월 6일 정체불명의 젊은 남자들이 병원에 출입했다는 의혹이 제기되었다. 그리고 그는 시신으로 발견되었다. 안기부 요원이 교도관 눈을 피해 박 열사를 데리고 나간 뒤 몇 시간 만에 일어난 일 이었다.
그 당시 박창수는 서울구치소에 수감 중이었다. 그러나 고문 후유증으로 안양병원에 입원해 있는 상태였다. 구치소 내에서 고 강경대 열사 타살사건에 항의하는 단식투쟁을 하던 중 원인 모를 부상을 당해 안양병원에 입원해 있던 중이었다.

### 자살 위장 논란
금속노조는 이후에도 박창수가 갑자기 죽었다며 타살 의혹을 여러번 제기한 바 있다. 금속노조 지부·지회는 2일 낸 자료를 통해 "안기부는 구속된 박창수 열사뿐만 아니라 노동조합 간부에게도 접근하여 '전노협을 탈퇴하면 박창수 위원장을 풀어 줄 수 있다'며 갖은 공작을 다했다"면서 "그러나 박창수 열사는 '내가 전노협이다'며 국가 권력기간의 협박을 단호시 거부하였다"고 설명했다.
이들은 "박창수 위원장은 수감 중이던 안양교도소에서 5월 4일 의문의 상처를 입고 안양병원에 입원하였고, 6일 사망한 채 병원 마당에서 발견되었다"면서 "당시 정부는 비관 자살이라고 발표했지만, 자살할 사람이 링겔병을 7층 옥상까지 가지고 간 것과 병원 전체의 창문과 옥상으로 통하는 문은 병원 측에서 추락을 방지하기 위해 쇠창살과 열쇠로 잠근 상태를 볼 때 도저히 자살이라고 볼 수 없었다"고 설명했다.
금속노조에 의하면 고문치사가 아니라 안기부 직원이 병원에 입원중인 박창수를 살해하고 자살로 위장했을지 모른다는 의혹을 제기하였다. 그 이유로 5월 6일 정체불명의 젊은 남자가 박창수가 입원한 안양병원의 응급실 병동에 나타난 점을 예로 들었다. 이들은 "병원에 입원하고 있을 당시 안기부 요원이 계속적으로 접촉을 가졌고, 의문사 당일 저녁에 신원 미상의 젊은 괴청년이 병실을 방문한 사실과, 안기부 직원이 전화를 통해 계속적으로 박창수 동지와 통화를 부탁해온 점 등을 미루어 볼 때 전노협 탈퇴를 종용해 오던 안기부에 의해 살해된 것이 분명했다"라고 덧붙였다.

## 같이 보기
| - 고문치사 - 대한민국의 노동 운동 - 전태일 - 박종철 고문치사 사건 - 강기훈 유서대필 사건 - 김귀영 분신자살 사건 - 국가안전기획부 - 전노련 - 한진중공업 - 분신정국 - 이병렬 - 한상렬 - 허세욱 - 최강서 | - 국가 폭력 - 국가정보원 과거사건 진실규명을 통한 발전위원회 - 국정원 여직원 도청 사건 - 미림팀 - 삼성 X파일 사건 - 안상영 - 장래찬 - 정몽헌 - 안풍 사건 - 총풍 사건 - 세풍 사건 - 북풍 사건 - 국정원 도청 사건 - 김대중 납치 사건 | - 강경대 고문치사 사건 - 심상정 - 권영길 - 배일도 - 김주익 - 강기갑 - 단병호 - 문재인 - 이정희 - 김영삼 |

## 참조
1. 1 2 3 4  "20년 전 박창수 노동열사 죽음 의문, 밝혀지지 않았다" 오마이뉴스 2011.05.02
2. 1 2 3 4 5 6 7 8 9  박창수 열사 20주기, 추모기간 선포 오마이뉴스 2011.05.02